# Caledonia (Illinois)
Caledonia è un villaggio dell'Illinois.